# Élections législatives de 1914 dans la Vienne
 (mai 2021).
Si vous disposez d'ouvrages ou d'articles de référence ou si vous connaissez des sites web de qualité traitant du thème abordé ici, merci de compléter l'article en donnant les références utiles à sa vérifiabilité et en les liant à la section « Notes et références ».
Les élections législatives de 1914 ont eu lieu les 26 avril et 10 mai.

## Élus
|   | Circonscription | Député élu                   |  | Groupe parlementaire    |
| - | --------------- | ---------------------------- |  | ----------------------- |
| 1 | 1re de Poitiers | Edgard de Montjou            |  | Fédération républicaine |
| 2 | 2e de Poitiers  | Raoul Péret                  |  | Gauche radicale         |
| 3 | Châtellerault   | Frédéric Godet               |  | PRRRS                   |
| 4 | Civray          | Maurice Pain                 |  | Action libérale         |
| 5 | Loudun          | Victor Boret                 |  | Gauche radicale         |
| 6 | Montmorillon    | Henri Guillemin de Monplanet |  | Non inscrit             |

## Résultats à l'échelle du département
| Partis         | Partis                                           | Premier tour | Premier tour | Deuxième tour | Deuxième tour | Sièges |
| Partis         | Partis                                           | Voix         | %            | Voix          | %             | Sièges |
| -------------- | ------------------------------------------------ | ------------ | ------------ | ------------- | ------------- | ------ |
|                | Fédération républicaine                          | 16 724       | 20,23        | 15 977        | 26,94         | 1      |
|                | Alliance démocratique                            | 15 036       | 18,19        | 5 147         | 8,68          | 2      |
|                | Parti républicain, radical et radical-socialiste | 13 332       | 16,13        | 16 441        | 27,73         | 1      |
|                | Divers Radicaux                                  | 9 355        | 11,32        | 114           | 0,19          | 0      |
|                | Section française de l'Internationale ouvrière   | 8 104        | 9,81         | 8 057         | 13,59         | 0      |
|                | Action libérale populaire                        | 6 681        | 8,08         |               |               | 1      |
|                | Conservateur                                     | 6 130        | 7,42         | 8 792         | 14,83         | 1      |
|                | Rép. Dém.                                        | 6 026        | 7,29         | 4 756         | 8,02          | 0      |
|                | Radicaux indépendants                            | 1 157        | 1,40         | 9             | 0,02          | 0      |
|                | Parti républicain-socialiste                     | 104          | 0,13         | 5             | 0,01          | 0      |
|                |                                                  |              |              |               |               |        |
| Inscrits       | Inscrits                                         | 108 240      | 100,00       | 72 665        | 100,00        | 6      |
| Votants        | Votants                                          | 86 284       | 79,72        |               |               |        |
| Abstention     | Abstention                                       | 21 956       | 20,28        |               |               |        |
| Blancs et nuls | Blancs et nuls                                   | 3 635        | 3,36         |               |               |        |
| Exprimés       | Exprimés                                         | 82 649       | 76,36        | 59 298        | 81,60         |        |

## Résultats par arrondissement

### Arrondissement de Châtellerault
| Candidats      | Candidats      | Étiquette      | Premier tour | Premier tour | Deuxième tour | Deuxième tour |
| Candidats      | Candidats      | Étiquette      | Voix         | %            | Voix          | %             |
| -------------- | -------------- | -------------- | ------------ | ------------ | ------------- | ------------- |
|                | D'Argenson     | FR             | 7 526        | 44,82        | 8 089         | 47,38         |
|                | Frédéric Godet | PRRRS          | 6 458        | 38,46        | 8 984         | 52,62         |
|                | Petonnet       | SFIO           | 2 807        | 16,72        |               |               |
|                |                |                |              |              |               |               |
| Inscrits       | Inscrits       | Inscrits       | 20 500       | 100,00       | 20 500        | 100,00        |
| Votants        | Votants        | Votants        | 17 021       | 83,03        |               |               |
| Abstention     | Abstention     | Abstention     | 3 479        | 16,97        |               |               |
| Blancs et nuls | Blancs et nuls | Blancs et nuls | 230          | 1,12         |               |               |
| Exprimés       | Exprimés       | Exprimés       | 16 791       | 81,91        | 17 073        | 83,28         |

### Arrondissement de Civray
| Candidats      | Candidats      | Étiquette                | Premier tour | Premier tour |
| Candidats      | Candidats      | Étiquette                | Voix         | %            |
| -------------- | -------------- | ------------------------ | ------------ | ------------ |
|                | Maurice Pain   | ALP                      | 6 681        | 50,14        |
|                | Albert         | Républicain démocratique | 2 556        | 19,18        |
|                | Mereau         | Radical indépendant      | 2 486        | 18,66        |
|                | Ogier          | Radical indépendant      | 1 601        | 12,02        |
|                |                |                          |              |              |
| Inscrits       | Inscrits       | Inscrits                 | 16 138       | 100,00       |
| Votants        | Votants        | Votants                  | 13 434       | 83,24        |
| Abstention     | Abstention     | Abstention               | 2 704        | 16,76        |
| Blancs et nuls | Blancs et nuls | Blancs et nuls           | 110          | 0,68         |
| Exprimés       | Exprimés       | Exprimés                 | 13 324       | 82,56        |

### Arrondissement de Loudun
| Candidats      | Candidats       | Étiquette                | Premier tour | Premier tour | Deuxième tour | Deuxième tour |
| Candidats      | Candidats       | Étiquette                | Voix         | %            | Voix          | %             |
| -------------- | --------------- | ------------------------ | ------------ | ------------ | ------------- | ------------- |
|                | Victor Boret    | PRD                      | 4 045        | 41,02        | 5 147         | 51,97         |
|                | Maurice         | Républicain démocratique | 3 470        | 35,19        | 4 756         | 48,24         |
|                | C. de Dampierre | FR                       | 1 797        | 18,23        |               |               |
|                | Waltz           | PRRRS                    | 548          | 5,56         |               |               |
|                |                 |                          |              |              |               |               |
| Inscrits       | Inscrits        | Inscrits                 | 11 821       | 100,00       | 11 821        | 100,00        |
| Votants        | Votants         | Votants                  | 10 035       | 84,89        |               |               |
| Abstention     | Abstention      | Abstention               | 1 786        | 15,11        |               |               |
| Blancs et nuls | Blancs et nuls  | Blancs et nuls           | 175          | 1,48         |               |               |
| Exprimés       | Exprimés        | Exprimés                 | 9 860        | 83,41        | 9 903         | 83,77         |

### Arrondissement de Montmorillon
| Candidats      | Candidats                    | Étiquette           | Premier tour | Premier tour | Deuxième tour | Deuxième tour |
| Candidats      | Candidats                    | Étiquette           | Voix         | %            | Voix          | %             |
| -------------- | ---------------------------- | ------------------- | ------------ | ------------ | ------------- | ------------- |
|                | Henri Guillemin de Monplanet | ALP                 | 6 130        | 35,87        | 8 792         | 51,83         |
|                | Sadoul                       | SFIO                | 5 297        | 31,00        | 8 057         | 47,50         |
|                | Gaston Dupont                | Radical indépendant | 3 645        | 21,33        | 114           | 0,67          |
|                | Caillon                      | Radical indépendant | 1 623        | 9,50         |               |               |
|                | Laplaud                      | PRD                 | 393          | 2,30         |               |               |
|                |                              |                     |              |              |               |               |
| Inscrits       | Inscrits                     | Inscrits            | 21 264       | 100,00       | 21 264        | 100,00        |
| Votants        | Votants                      | Votants             | 17 292       | 81,32        |               |               |
| Abstention     | Abstention                   | Abstention          | 3 972        | 18,68        |               |               |
| Blancs et nuls | Blancs et nuls               | Blancs et nuls      | 204          | 0,96         |               |               |
| Exprimés       | Exprimés                     | Exprimés            | 17 088       | 80,36        | 16 963        | 79,77         |

### Arrondissement de Poitiers

#### 1recirconscription
| Candidats      | Candidats         | Étiquette           | Premier tour | Premier tour | Deuxième tour | Deuxième tour |
| Candidats      | Candidats         | Étiquette           | Voix         | %            | Voix          | %             |
| -------------- | ----------------- | ------------------- | ------------ | ------------ | ------------- | ------------- |
|                | Edgard de Montjou | FR                  | 7 401        | 49,38        | 7 888         | 51,14         |
|                | Morain            | PRRRS               | 6 326        | 42,21        | 7 475         | 48,43         |
|                | Valler-Decherat   | Radical indépendant | 1 157        | 7,72         |               |               |
|                | Poiraton          | PRS                 | 104          | 0,69         |               |               |
|                | Divers            | Divers              |              |              | 60            | 0,39          |
|                |                   |                     |              |              |               |               |
| Inscrits       | Inscrits          | Inscrits            | 19 080       | 100,00       | 19 080        | 100,00        |
| Votants        | Votants           | Votants             | 15 169       | 79,50        | 15 547        | 81,48         |
| Abstention     | Abstention        | Abstention          | 3 911        | 20,50        | 3 533         | 18,52         |
| Blancs et nuls | Blancs et nuls    | Blancs et nuls      | 181          | 0,95         | 124           | 0,80          |
| Exprimés       | Exprimés          | Exprimés            | 14 988       | 78,55        | 15 423        | 99,20         |

#### 2ecirconscription
| Candidats      | Candidats      | Étiquette      | Premier tour | Premier tour |
| Candidats      | Candidats      | Étiquette      | Voix         | %            |
| -------------- | -------------- | -------------- | ------------ | ------------ |
|                | Raoul Péret    | PRD            | 10 598       | 100,00       |
|                |                |                |              |              |
| Inscrits       | Inscrits       | Inscrits       | 19 437       | 100,00       |
| Votants        | Votants        | Votants        | 13 333       | 68,60        |
| Abstention     | Abstention     | Abstention     | 6 104        | 31,40        |
| Blancs et nuls | Blancs et nuls | Blancs et nuls | 2 735        | 14,07        |
| Exprimés       | Exprimés       | Exprimés       | 10 598       | 54,52        |